# Infiniti G
Les berlines Infiniti G sont des automobiles du segment D produites par Infiniti de 1991 à 2014. Quatre générations ont été lancées. Les deux premières générations étaient fondées sur les Nissan Primera, les suivantes sur les Nissan Skyline.
Alors que les deux premières générations étaient cantonnées au marché nord-américain, où la Primera n'était pas vendue par Nissan, les générations suivantes fondées sur la Skyline furent vendues en Asie, avant d'arriver en Europe.
Une version coupé est apparue avec la troisième génération de la berline. Une version coupé-cabriolet est arrivée à l'été 2009 et est fondée sur la quatrième génération de berline G.

## P10:  Première génération (1991-1996)
En 1991, la Nissan Primera première génération, connue en Europe et au Japon, fut exportée sur le marché nord-américain sous une marque en quête de reconnaissance qu'était Infiniti à l'époque.

### Motorisation
Équipée d'un seul moteur essence peu prestigieux car c'était le même que sa sœur jumelle de chez Nissan :
- G20 : 4 cyl. 2.0 L 140 ch.

Elle existait avec une boîte manuelle à cinq vitesses ou une boîte auto à quatre rapports.

### Galerie photos

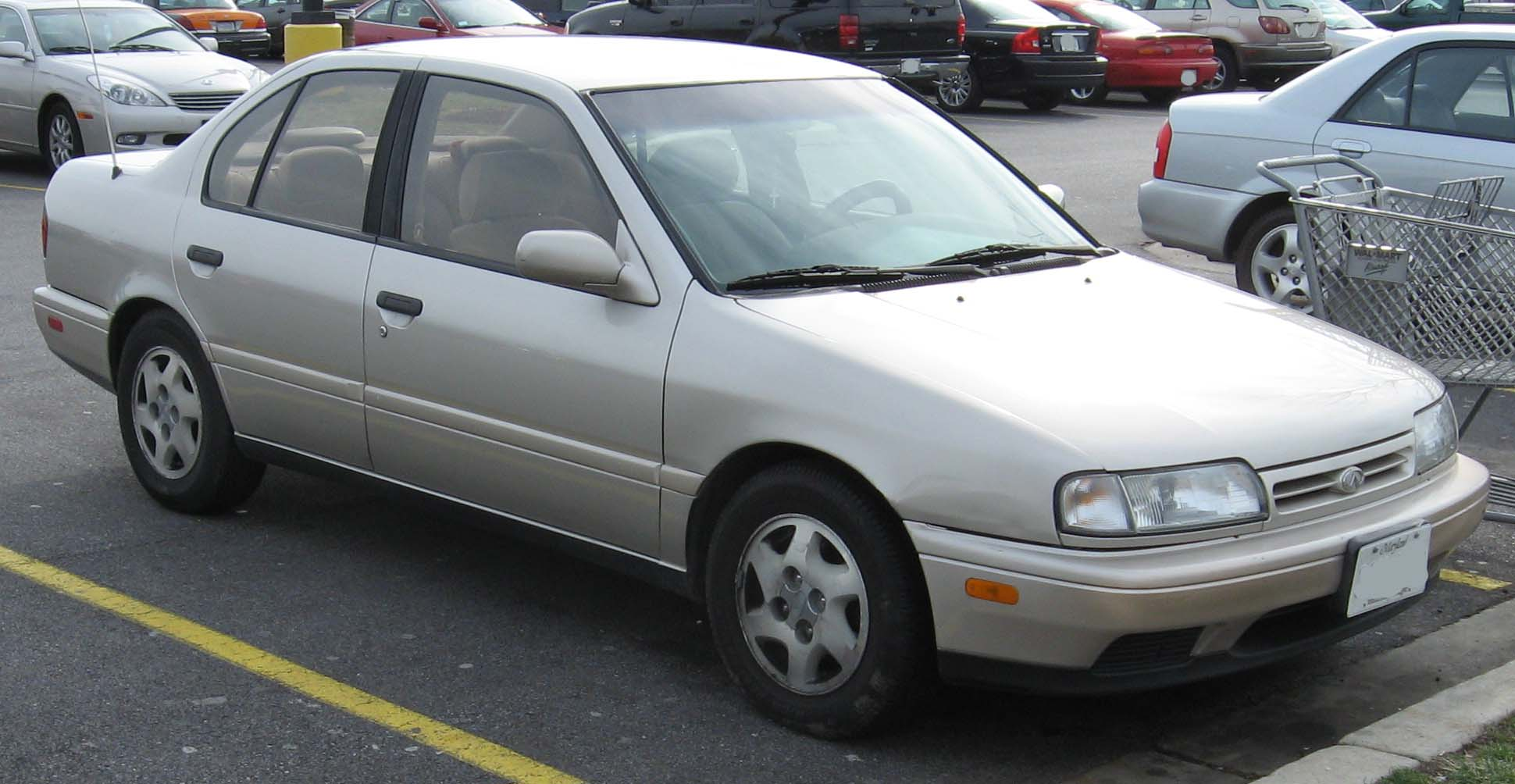
G 1re génération (G20)
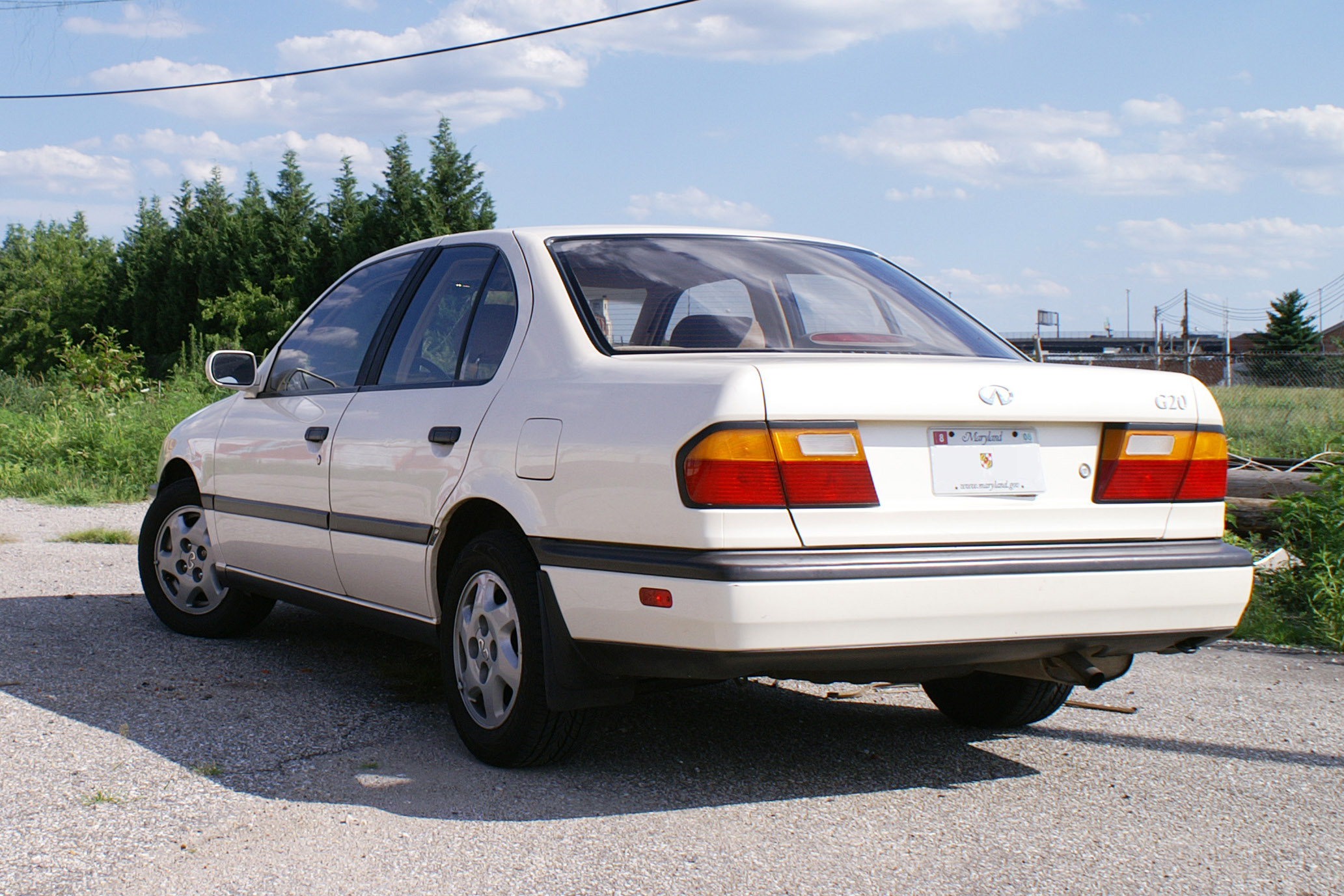
G 1re génération (G20)
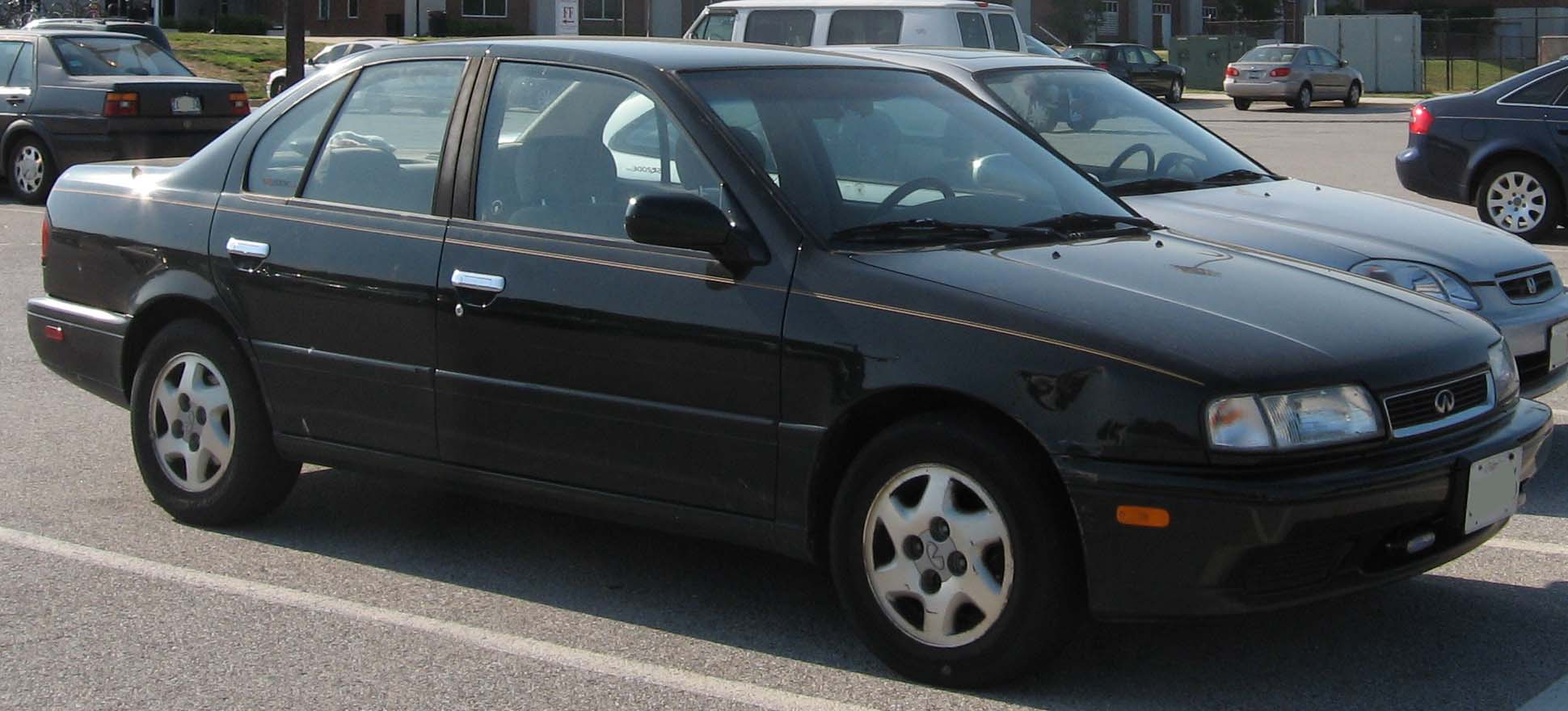
G 1re génération (G20)
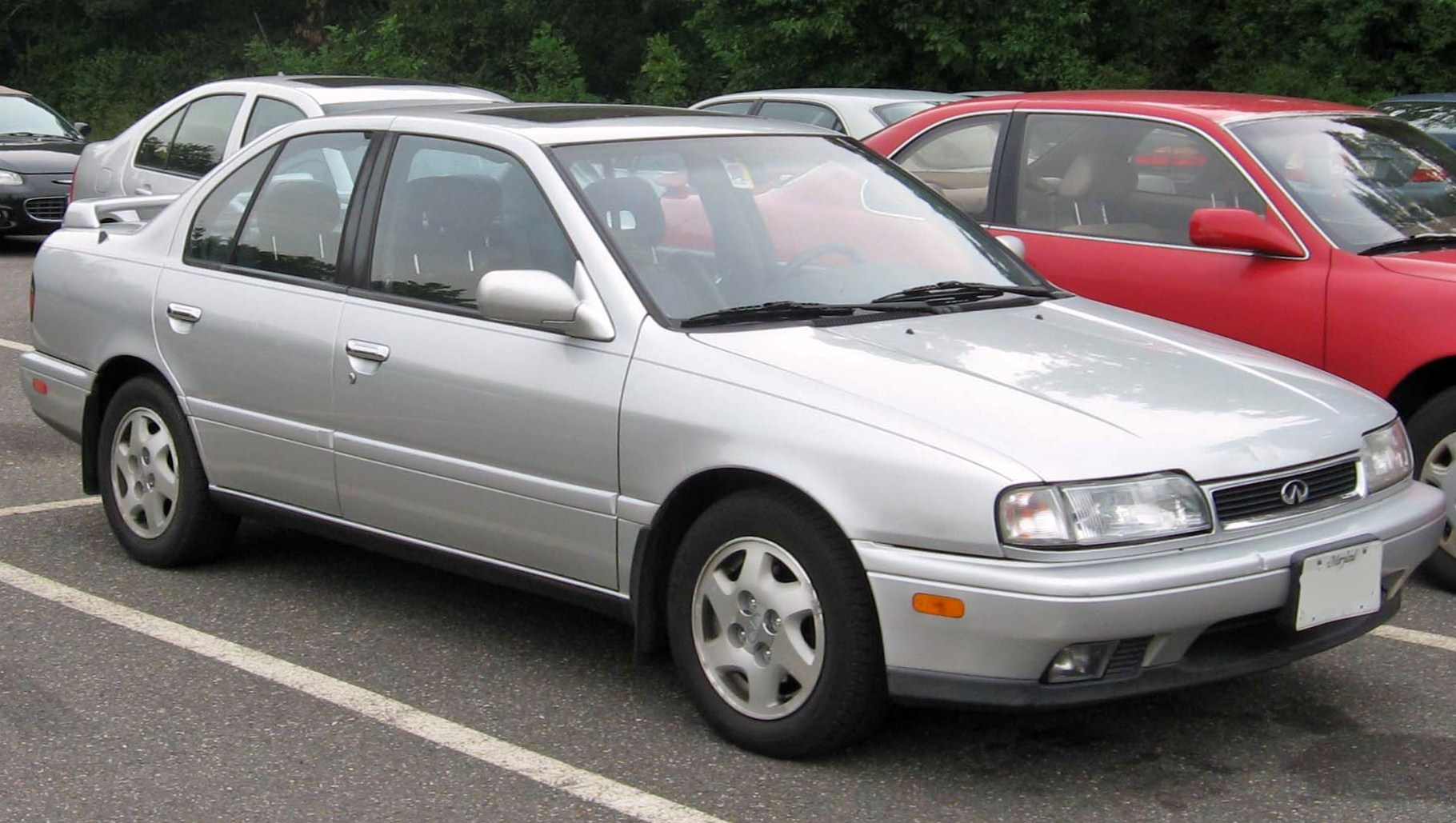
G 1re génération (G20)

### Ventes aux États-Unis
| Année | Ventes | Évolution |
| ----- | ------ | --------- |
| 1991  | 13 929 |           |
| 1992  | 14 592 | + 04,8 %  |
| 1993  | 16 545 | + 13,4 %  |
| 1994  | 17 248 | + 04,2 %  |
| 1995  | 16 818 | − 02,5 %  |
| 1996  | 13 467 | − 19,9 %  |
| Total | 92 599 |           |

## P11:  Deuxième génération (1998-2002)
Lancée trois années après la disparition de la première version, la nouvelle G est toujours une Primera, seconde génération cette fois, et elle se contente de la carrosserie pre-restylage de celle-ci, alors que la G20 était lancée à la même période que la Primera restylée.

### Motorisation
Elle existe toujours avec le même moteur que la Primera :
- G20 : 4 cyl. 2.0 L 145 ch.

Elle est disponible avec une boîte manuelle à cinq vitesses ou une boîte auto à quatre rapports.

### Galerie photos

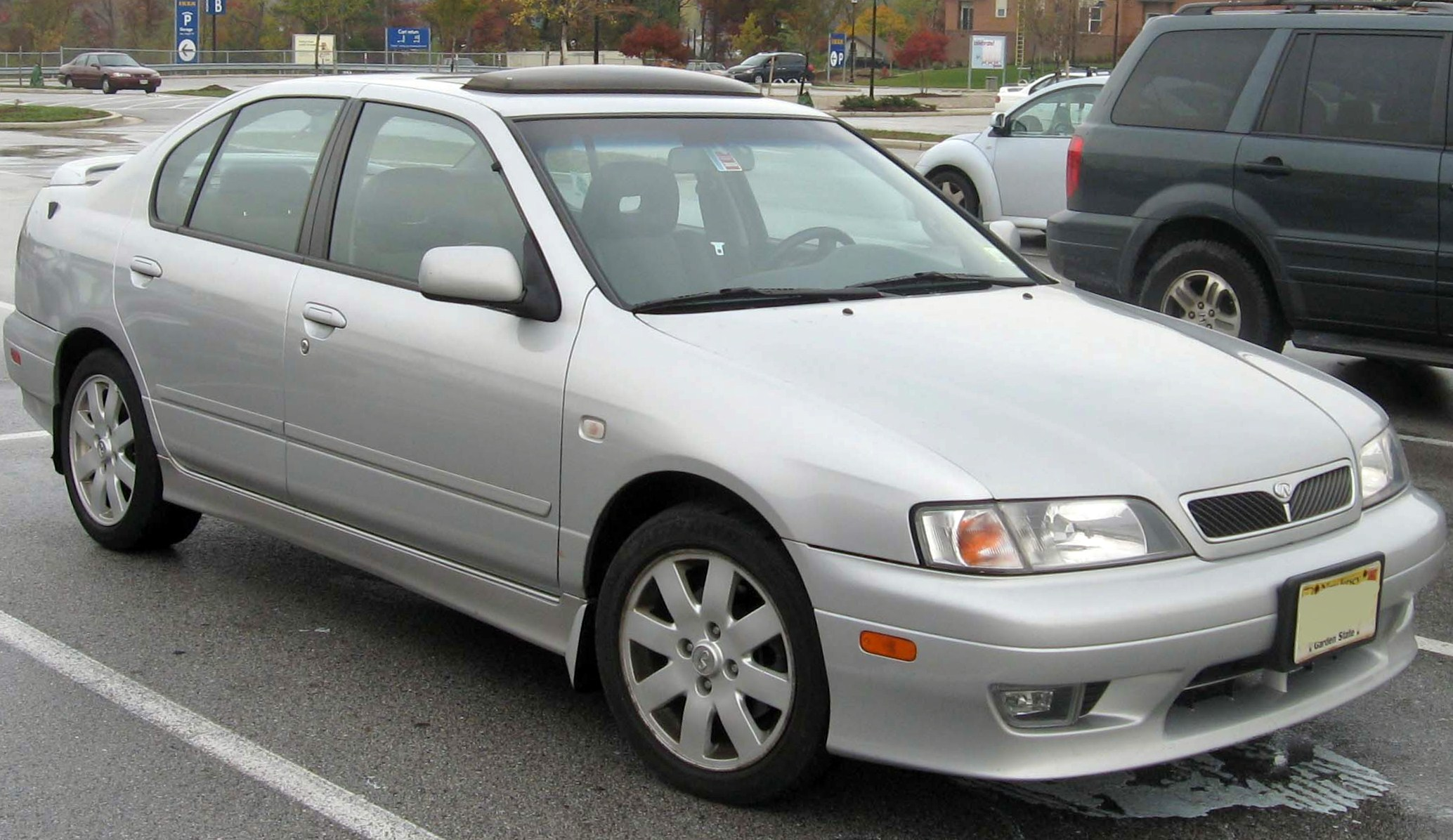
G 2e génération (G20)
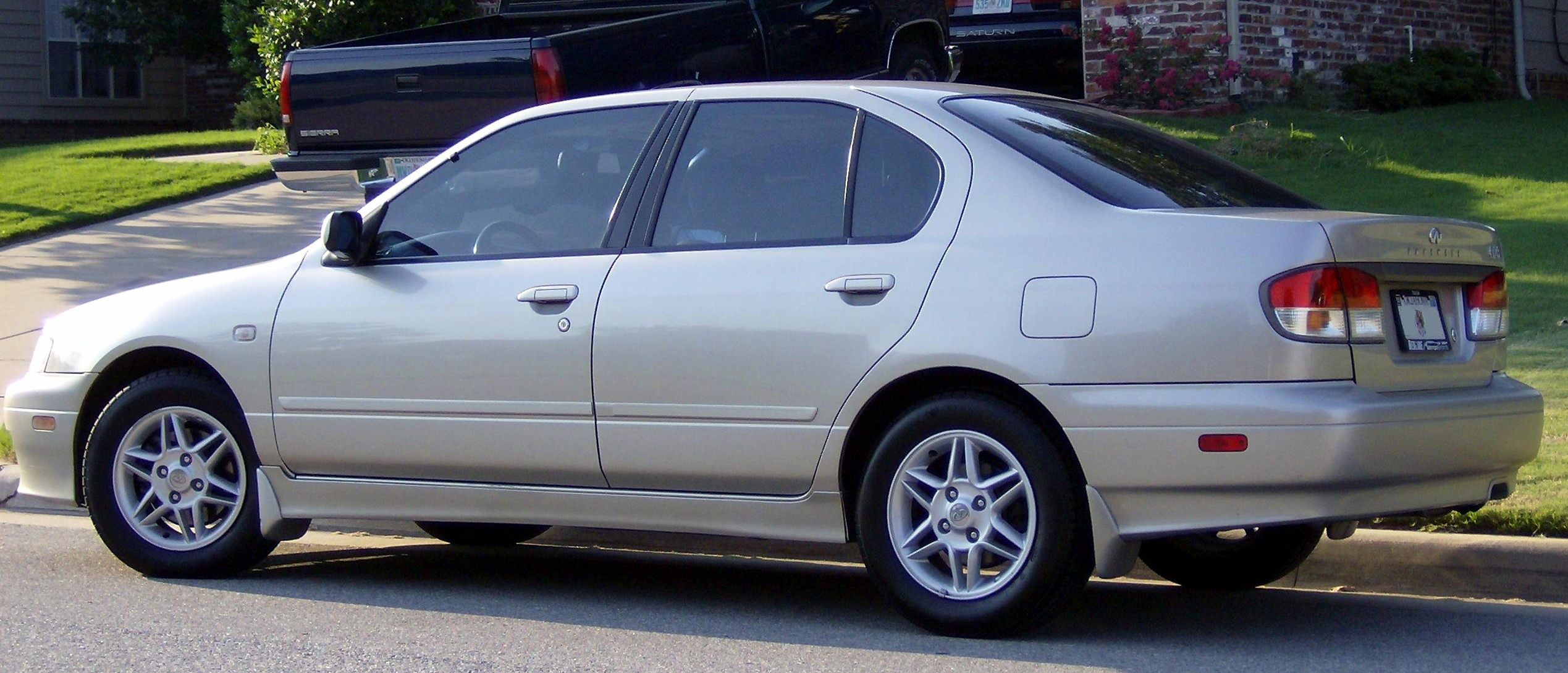
G 2e génération (G20)
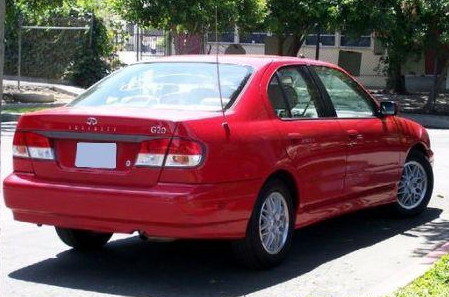
G 2e génération (G20)
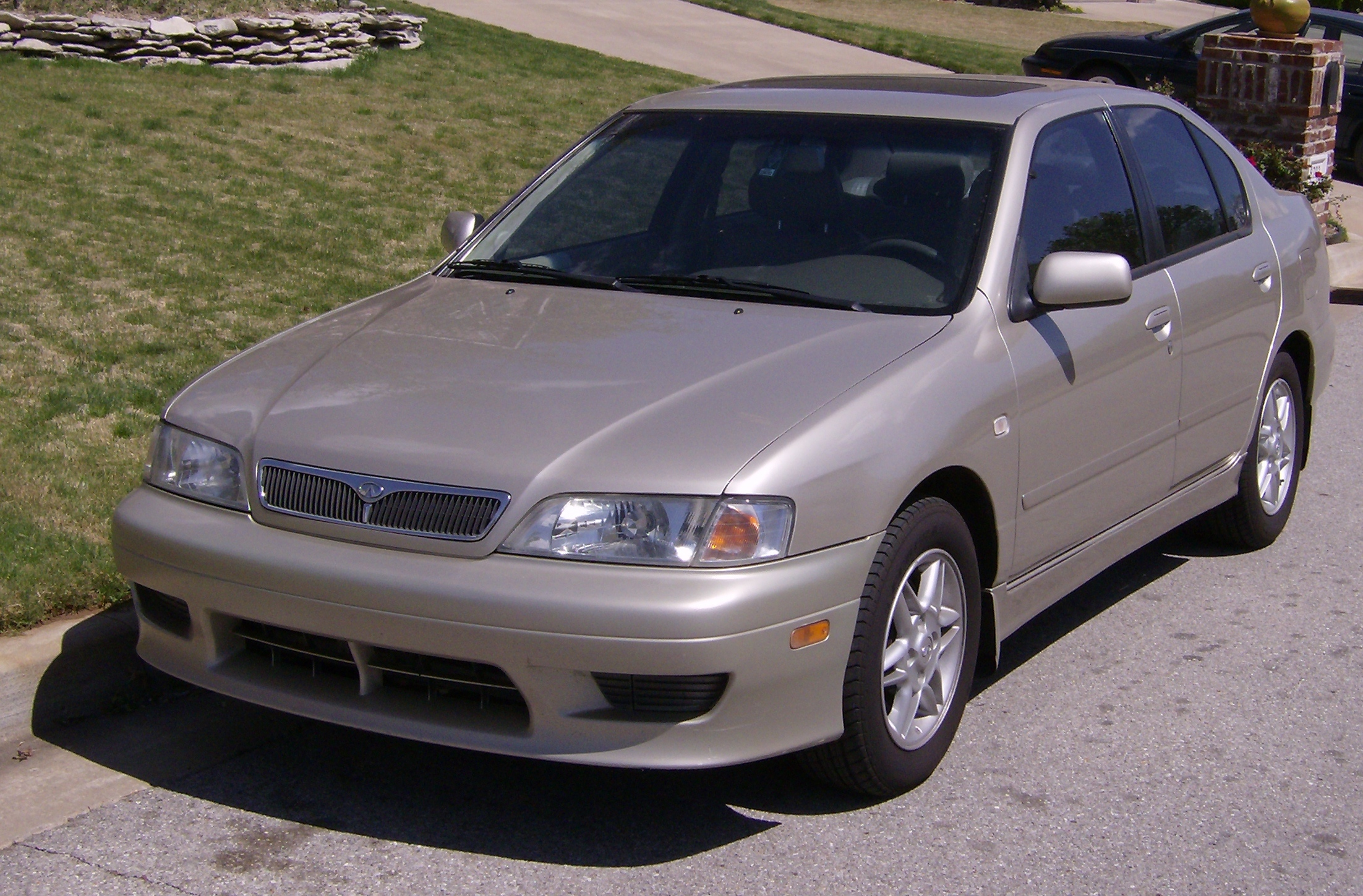
G 2e génération (G20)

### Ventes aux États-Unis
| Année | Ventes | Évolution |
| ----- | ------ | --------- |
| 1998  | 7 217  |           |
| 1999  | 16 108 | + 123,2 % |
| 2000  | 13 095 | − 018,7 % |
| 2001  | 11 512 | − 012,1 % |
| 2002  | 5 760  | − 050,0 % |
| Total | 53 692 |           |

## V35:  Troisième génération (2002-2007)
La G est véritablement devenue une voiture de luxe.  Cette troisième génération n'est plus une Primera, mais une Nissan Skyline rebaptisée. Elle est beaucoup plus imposante que sa devancière (+23 cm en longueur, +6 cm en largeur, +7 cm en hauteur et plus grosse de 200 à 300 kg!).
Deux nouveautés pour cette nouvelle G: une version coupé et une version à transmission intégrale baptisée G35x.
En 2005, elle a bénéficié d'un très léger restylage qui a peu touché la carrosserie. Elle partage la même carrosserie et les mêmes optiques que la Skyline Coupé qui est vendue au Japon

### Motorisations
La troisième génération abandonne le quatre cylindres pour le V6 :
- G35 : V6 3.5 L 260 ch. (2002-2004).
- G35 : V6 3.5 L 280 ch. Boîte auto. (2005-2007).
- G35 : V6 3.5 L 298 ch. (2005-2007).

### Galerie photos

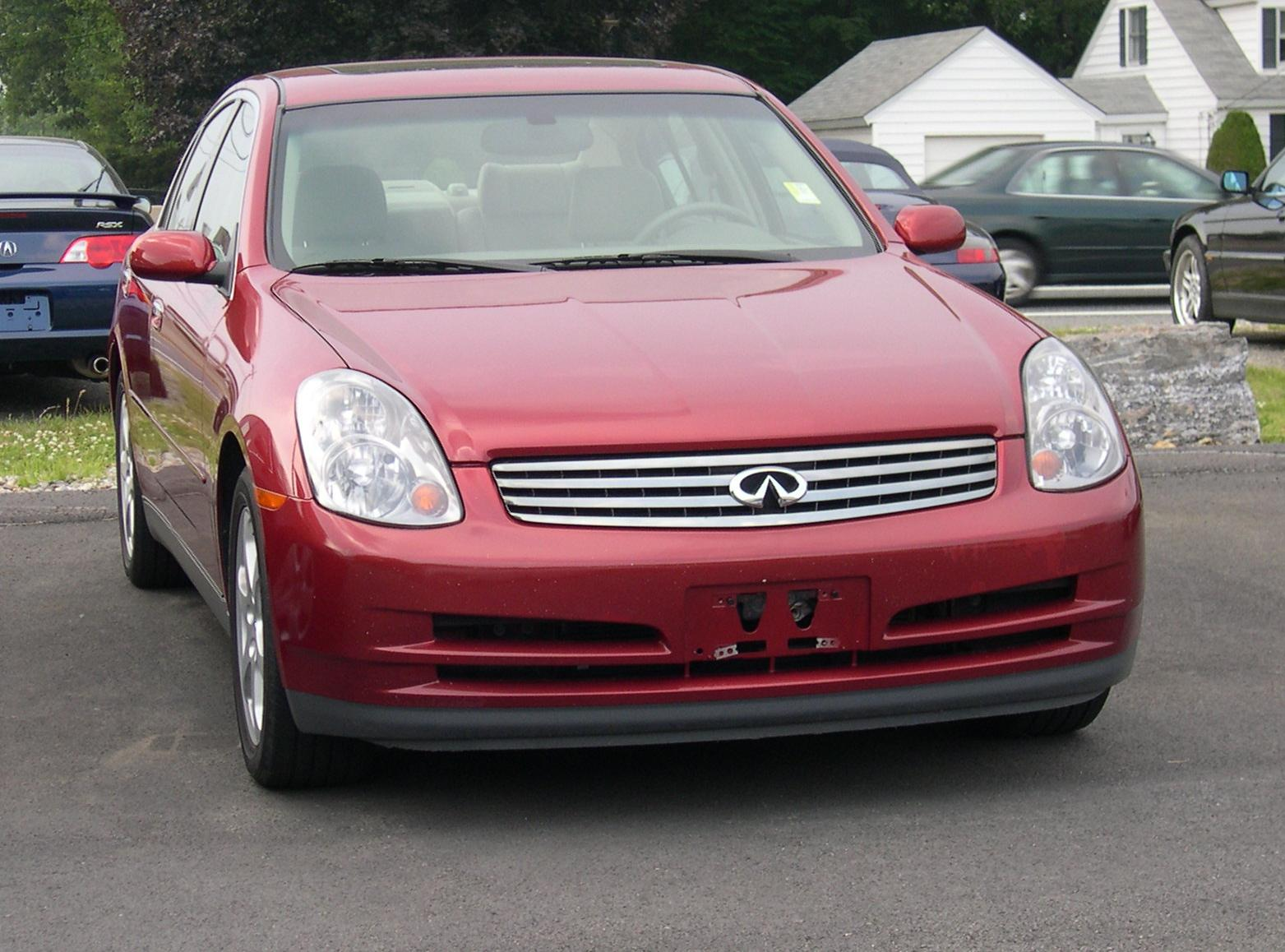
G 3e génération (G35)
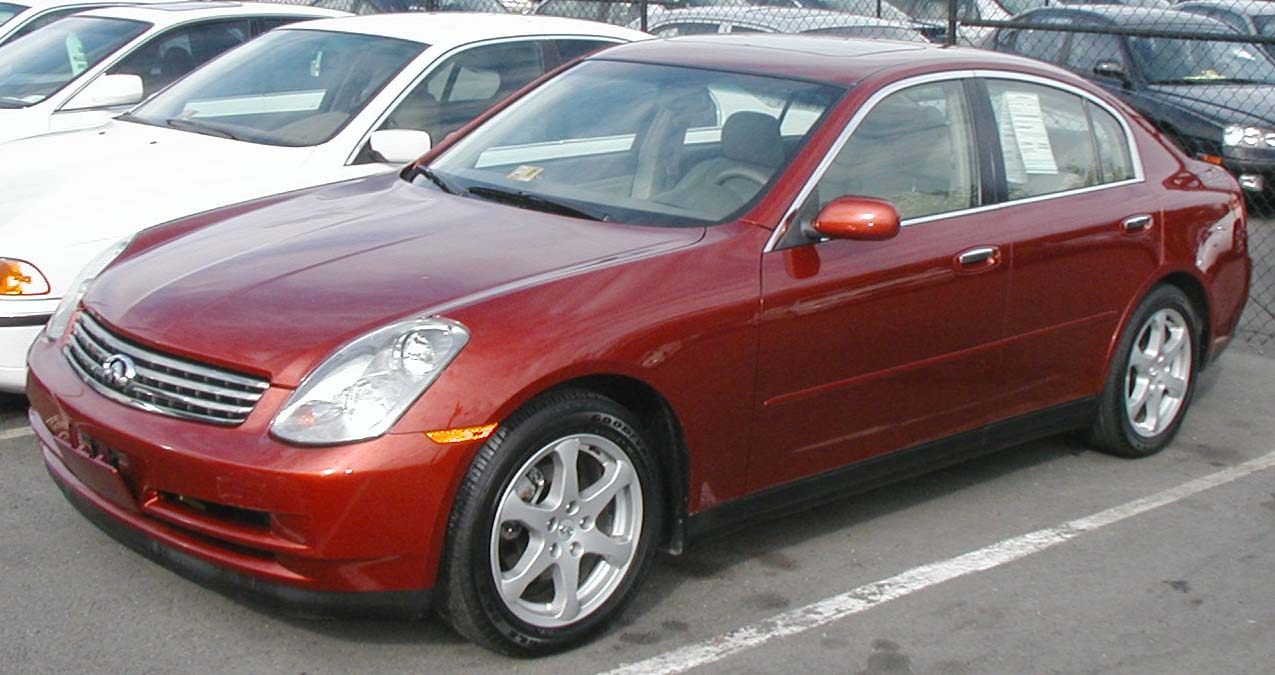
G 3e génération (G35)
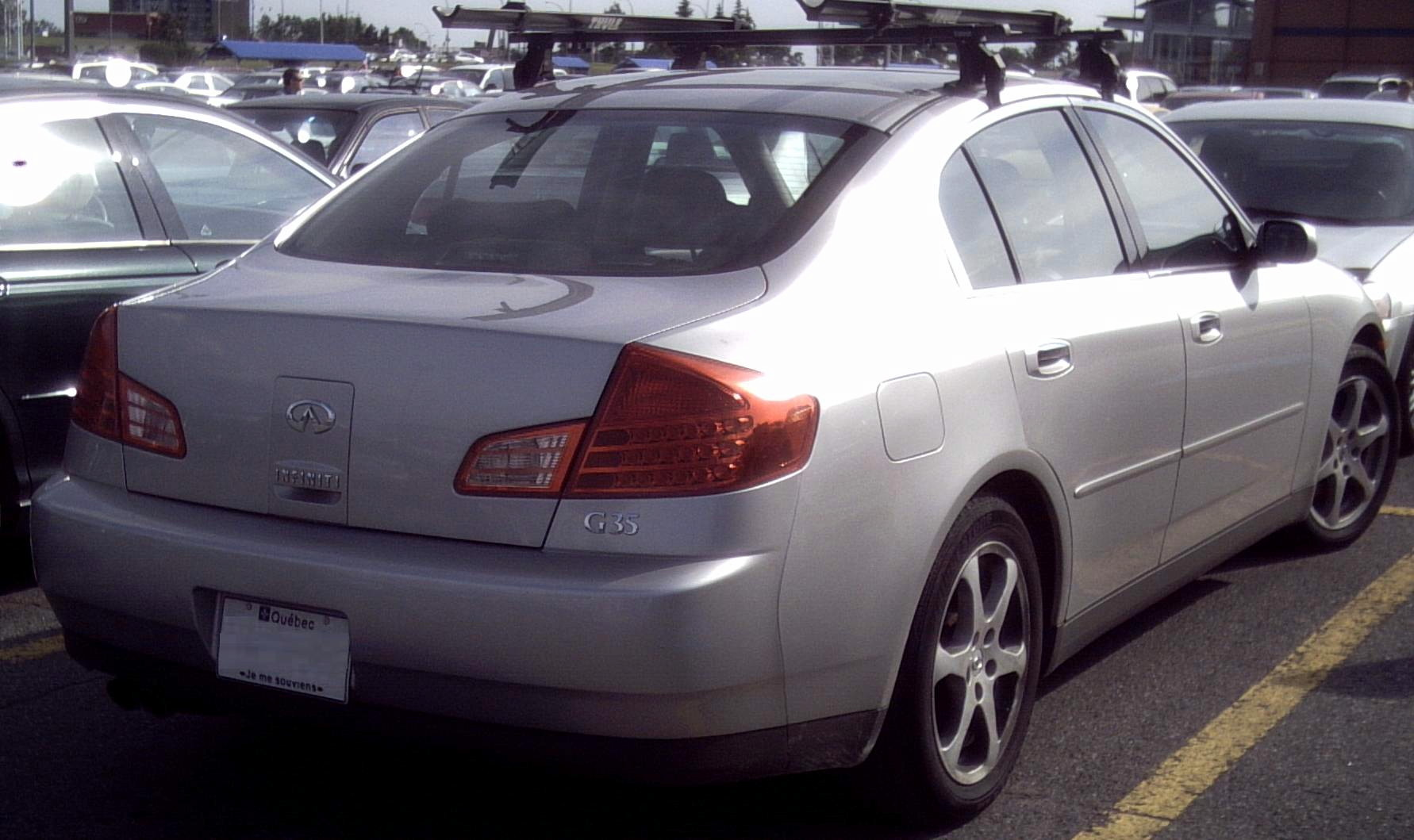
G 3e génération (G35)
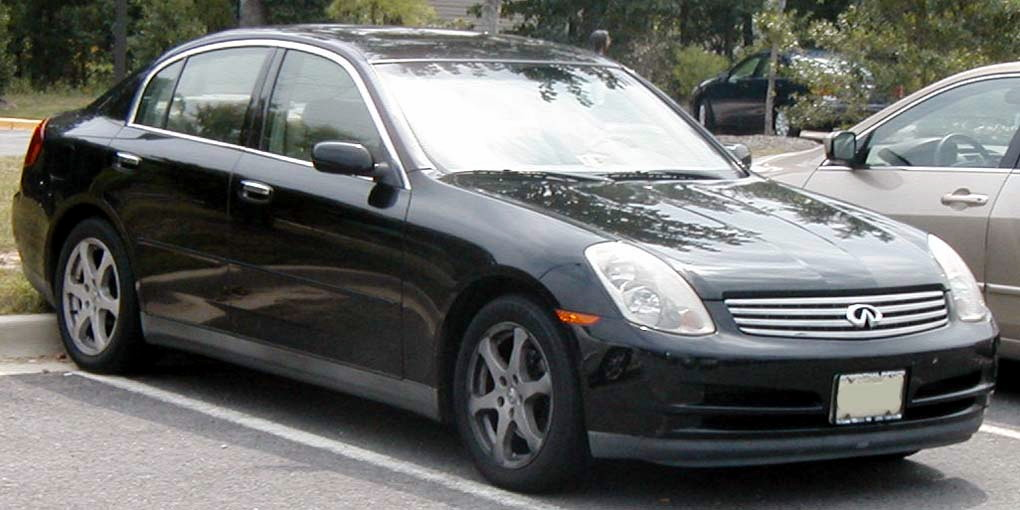
G 3e génération (G35)

## V36:  Quatrième génération (2007-2014)
La G37 est disponible début 2007 en Amérique du Nord et c'est l'une des Infiniti qui arrive en Europe fin 2008. Son dérivé coupé est sorti fin 2007.

### Version G35/37x
La G35 est disponible avec une transmission intégrale et a droit à une version spécifique baptisée G35x, remplacée en 2009 par la G37x.
À noter que les versions européennes ont droit aussi à une version quatre roues motrices.

### Motorisations

#### Amérique du Nord
Il existe trois versions différentes :
- G25 : V6 2.5 L 232 ch (Chine), 222 ch (Russie), 218 ch (États-Unis) (2010-)
- G35 : V6 3.5 L 306 ch (2007-2009).
- G37 : V6 3.7 L 330 ch (2009-  ).

Les G35 et G37 reçoivent une boîte manuelle à six vitesses ou une boîte auto à cinq (G35) ou à sept (G37) rapports et proposent le choix entre deux ou quatre roues motrices.

#### Europe
Les Européens ont été les premiers à pouvoir bénéficier de la G37 :
- G37 : V6 3.7 L 320 ch. (2008- ).

Les G35 et G37 reçoivent une boîte manuelle à six vitesses ou une boîte auto à sept rapports et proposent le choix entre deux ou quatre roues motrices.
Une motorisation diesel était prévue pour le marché européen, mais ce modèle a été étudié avant la création du V6 dCi de Renault, Infiniti étant à Nissan, il ne rentrait pas sous le capot.

### Galerie photos

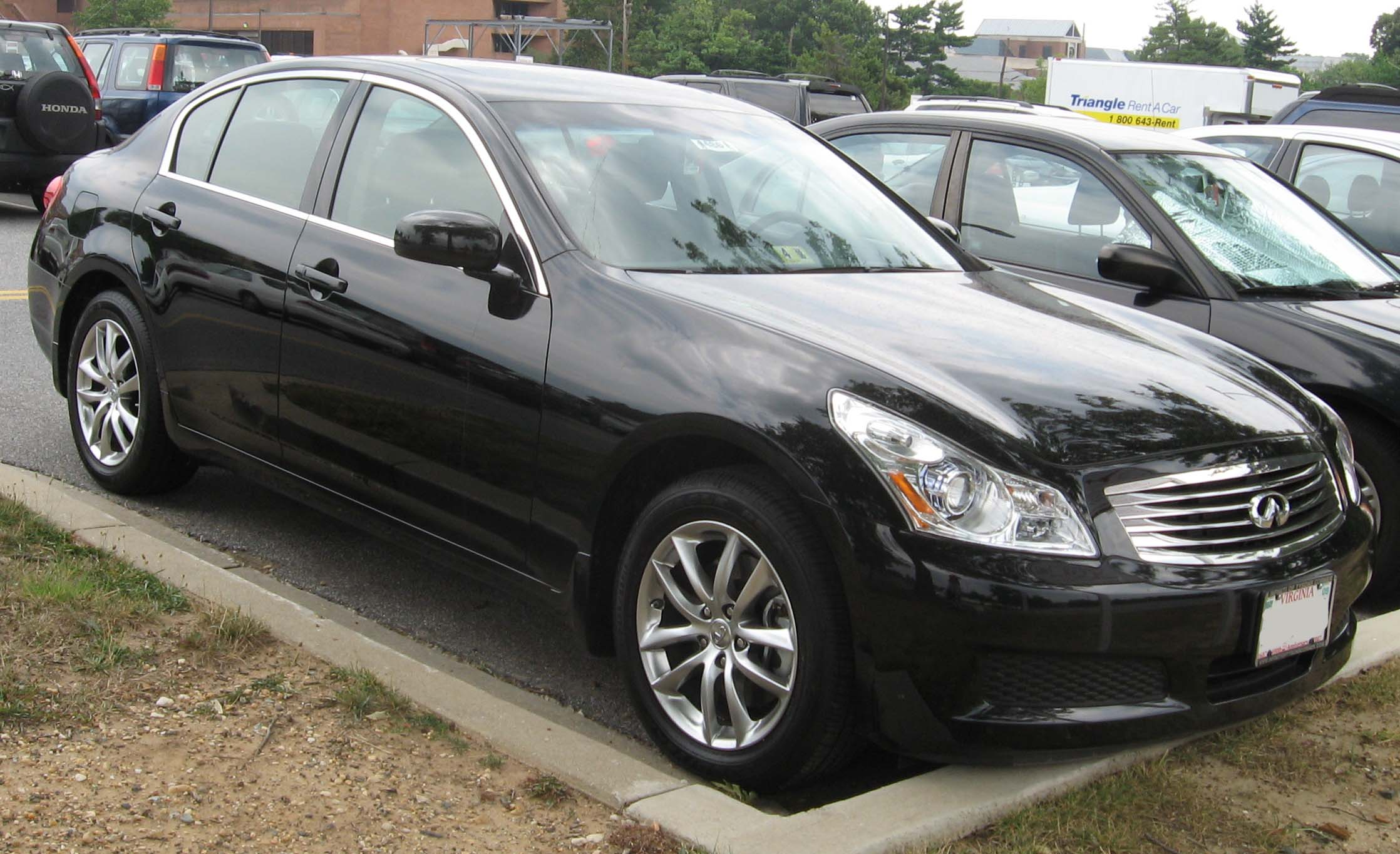
G 4e génération (G35/37)
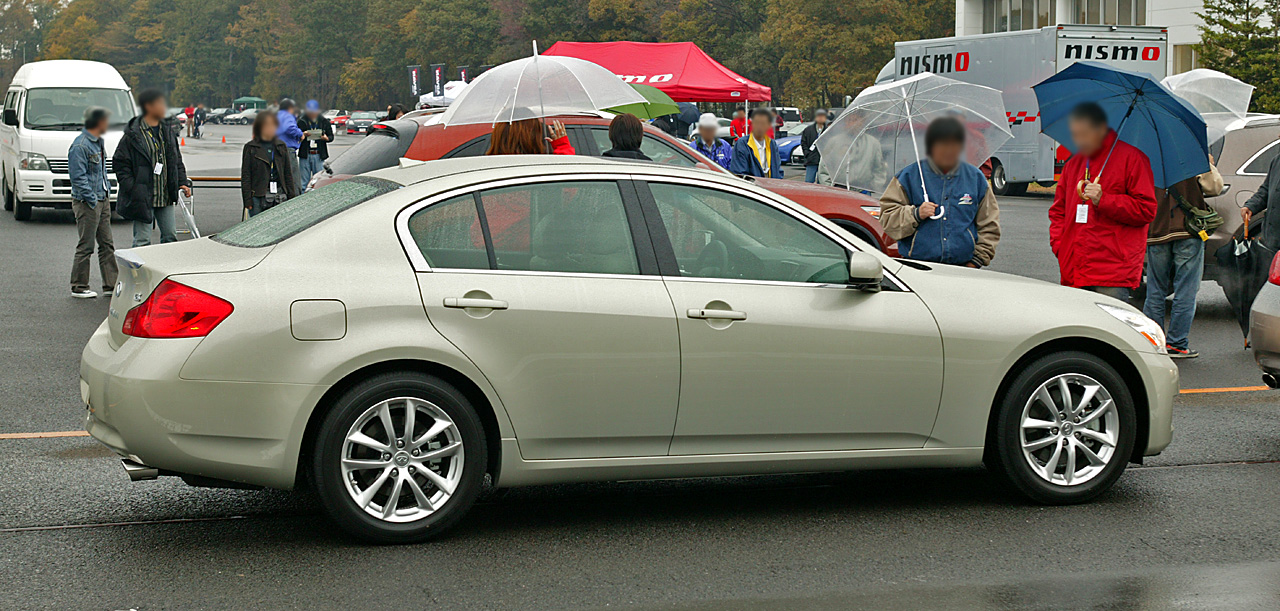
G 4e génération (G35/37)
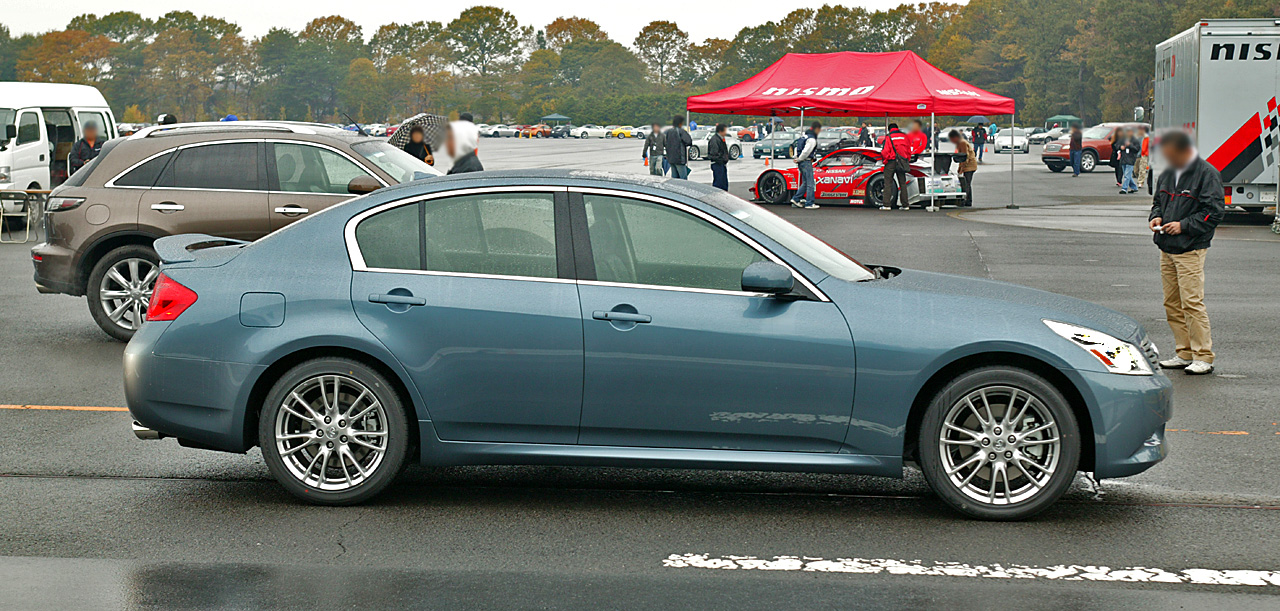
G 4e génération (G35/37) devant un FX
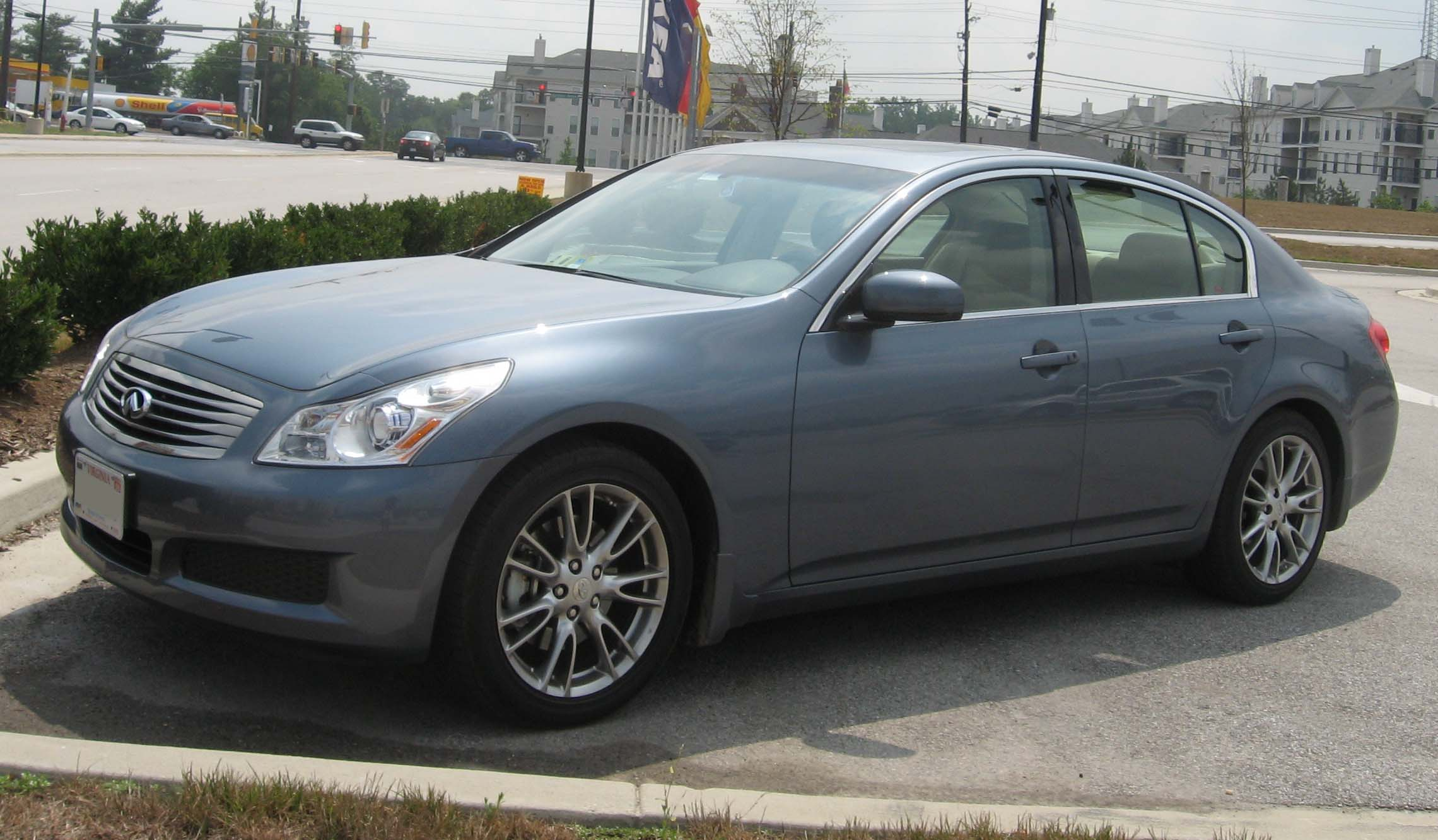
G 4e génération (G35/37)

## Version Coupé

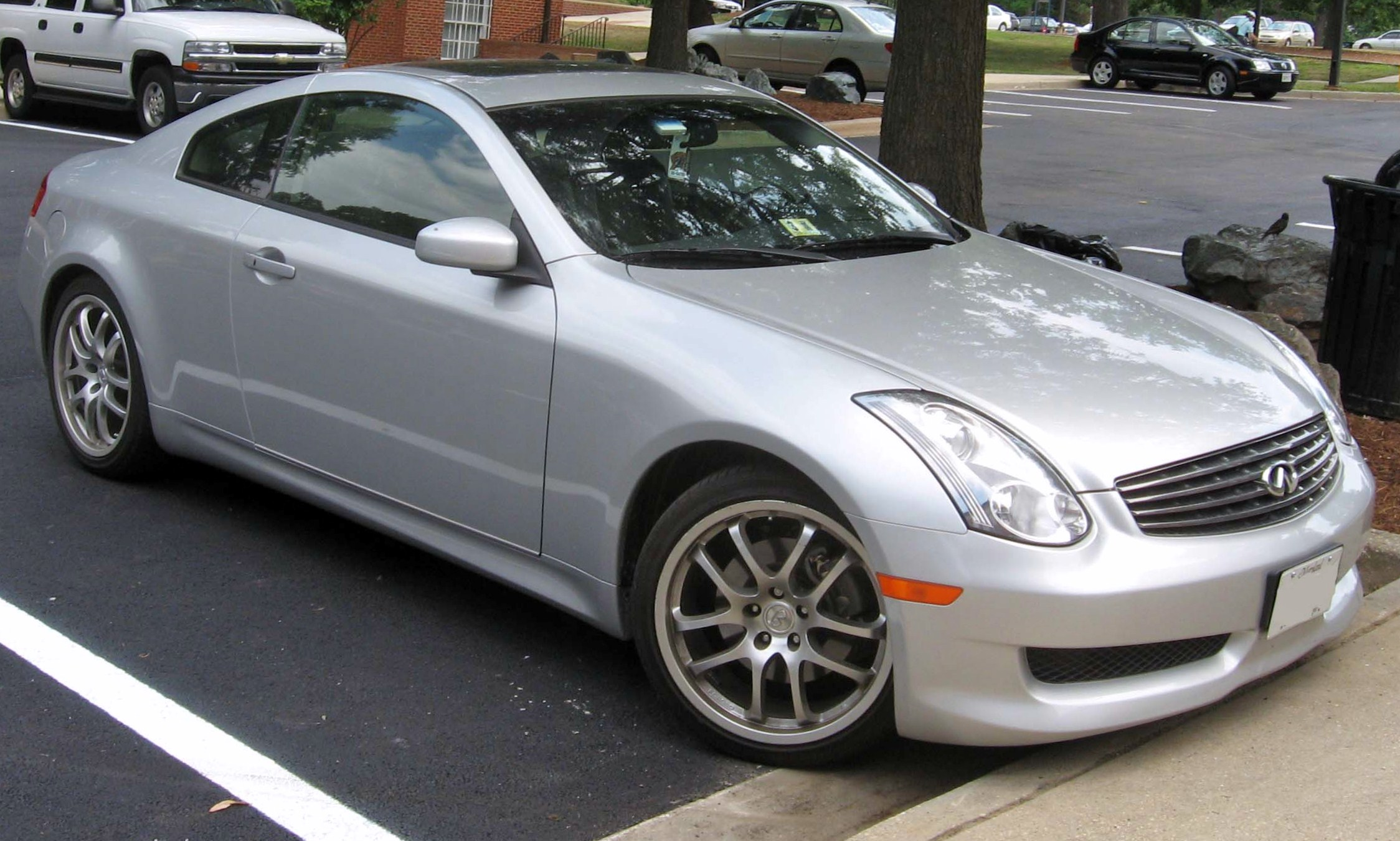
Infiniti G Coupé 1re génération

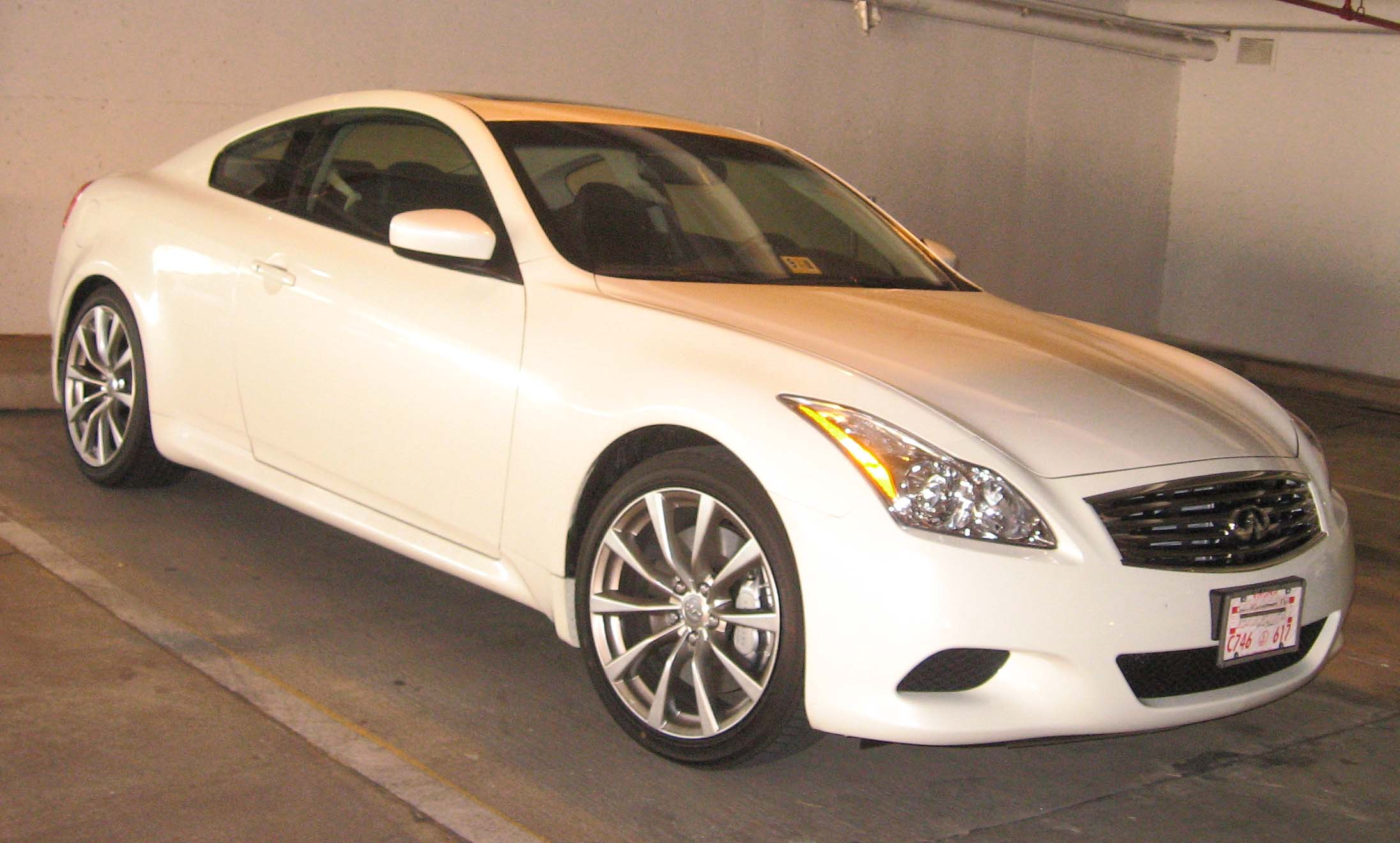
G Coupé 2e génération

Fondé sur la G35 (Infiniti G III) , le premier coupé G a été lancé en 2003. C'est le second coupé après le M30 de la marque.
Une seconde génération est apparue en 2007, et elle est fondée sur la G35/37 et sera vendu en Europe fin 2008.
Depuis 2010, les Japonais connaissent aussi l'Infiniti G sous le nom de nissan Skyline, mais c'est un flop commercial avec moins de 10 000 ventes cette même année.
- Voir : Infiniti G Coupé.

## Version Cabriolet

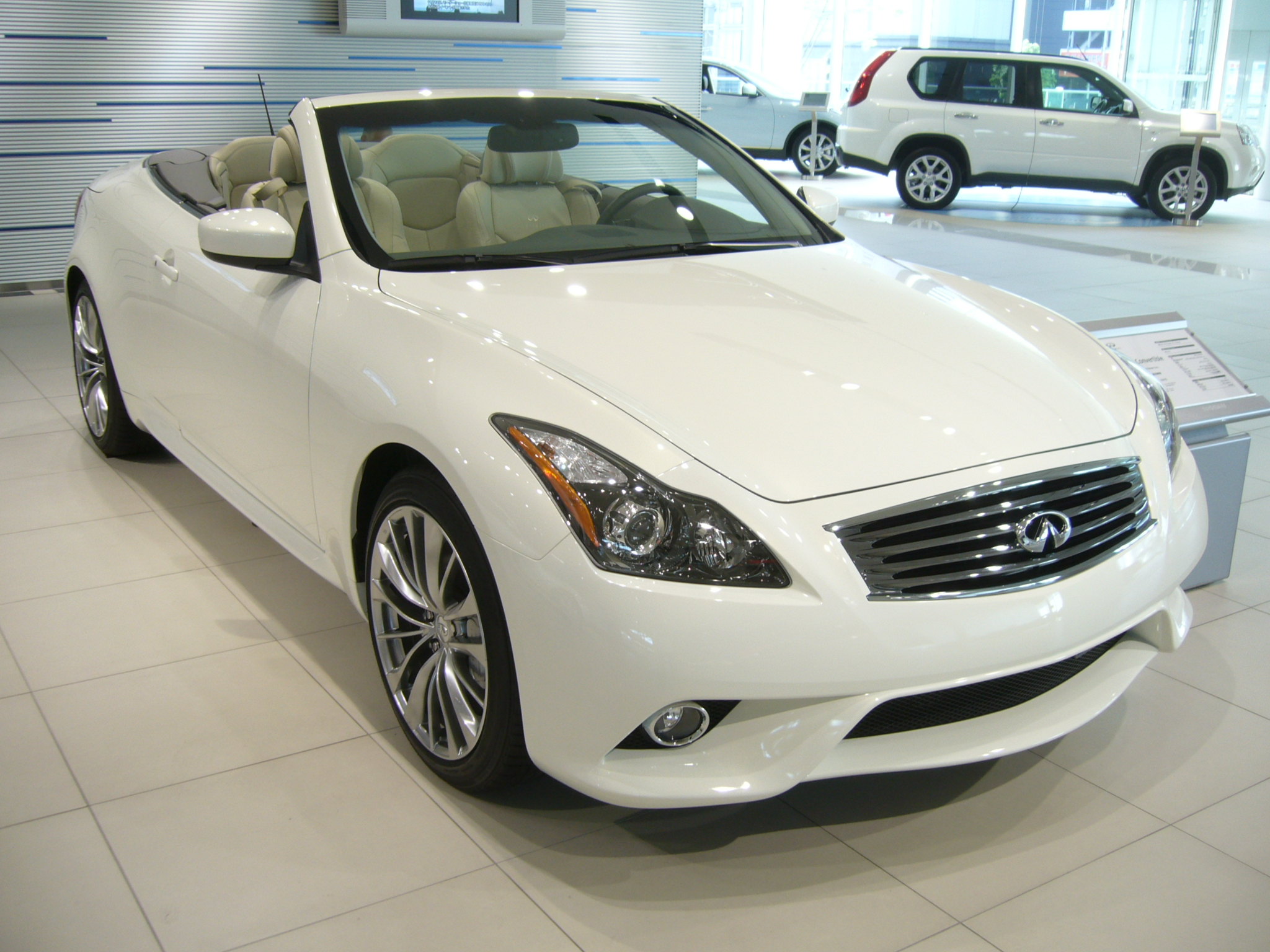
Infiniti G Cabriolet

Infiniti a décidé de décliner la berline G35/37 en version cabriolet avec un toit rétractable comme sur la Peugeot 207 CC. Fondé sur le G37 Coupé, ce modèle a été dévoilé fin 2008 pour une commercialisation prévue à l'été 2009, d'abord en Amérique du Nord puis en Europe.
- Voir : Infiniti G Cabriolet.

## Ventes

### États-Unis
| Année | Ventes G Sedan | Évolution | Ventes G Coupé & Cabriolet | Évolution | Total Ventes G | Évolution |
| ----- | -------------- | --------- | -------------------------- | --------- | -------------- | --------- |
| 2002  | 29 590         |           | 5 185                      |           | 34 775         |           |
| 2003  | 35 765         | + 20,9 %  | 28 965                     | + 458,6 % | 64 730         | + 86,1 %  |
| 2004  | 42 800         | + 19,7 %  | 28 377                     | − 002,0 % | 71 177         | + 10,0 %  |
| 2005  | 42 779         | =         | 25 949                     | − 008,6 % | 68 728         | − 03,4 %  |
| 2006  | 40 346         | − 05,7 %  | 20 395                     | − 021,4 % | 60 741         | − 11,6 %  |
| 2007  | 54 015         | + 33,9 %  | 17 794                     | − 012,8 % | 71 809         | + 18,2 %  |
| 2008  | 44 969         | − 16,7 %  | 19 212                     | + 008,0 % | 64 181         | − 10,6 %  |
| 2009  | 32 357         | − 28,0 %  | 14 817                     | − 022,9 % | 47 174         | − 26,5 %  |
| 2010  | 41 653         | + 28,7 %  | 16 490                     | + 011,3 % | 58 143         | + 23,3 %  |
| Total | 364 274        |           | 177 184                    |           | 541 458        |           |

NB : Les ventes du cabriolet sont comptabilisées dans celles du coupé à partir de juin 2009, date de son lancement.

### France
| Année  | 2008 | 2009 | 2010 | 2011 | 2012 | Total |
| ------ | ---- | ---- | ---- | ---- | ---- | ----- |
| Ventes | 4    | 36   | 49   | 43   | 13   | 145   |

## Dénomination
Le nombre qui suit le "G" correspond à la cylindrée du moteur. Ainsi les G20 ont un moteur 2.0L, les G35 un moteur 3.5L et les G37 un moteur 3.7L. Cela est aussi valable avec les autres modèles Infiniti.